# Campeonato Mundial de Ciclismo de Montaña

El Campeonato Mundial de Ciclismo de Montaña es la competición de ciclismo de montaña más importante a nivel mundial. Es organizado anualmente desde 1990 por la Unión Ciclista Internacional (UCI). 
Francia es la nación dominadora en este deporte, con 80 títulos mundiales y 208 medallas en total. Le sigue Suiza con 44 títulos y 111 medallas. El tercer lugar lo ocupa España con 26 títulos y 63 medallas.

## Disciplinas
Las disciplinas en las que se compite en estos campeonatos son:
- Descenso (DH) – masculino y femenino.
- Campo a través (XCO) – masculino, femenino y relevo mixto.
- Campo a través corto (XCC) – masculino y femenino.
- Campo a través con bicicleta eléctrica (E-MTB) – masculino y femenino.

Anteriormente también se incluían pruebas de:
- Campo a través por eliminación (XCE) – masculino y femenino (disciplina incluida en el programa entre los años 2012 y 2016; en 2017 pasó a disputarse en el Campeonato Mundial de Ciclismo Urbano y en 2019 de forma independiente en el Campeonato Mundial de Ciclismo por Eliminación).
- Trials (TRI) – masculino 20″, masculino 26″ y femenino 20″/26″ (disciplina incluida en el programa entre los años 2000 y 2016, anteriormente se disputaban las competiciones por separado en el Campeonato Mundial de Trials y posteriormente en el Campeonato Mundial de Ciclismo Urbano).
- Campo a través para 4 (4X) – masculino y femenino (hasta 2021).

## Ediciones
| Núm.    | Año  | Sede                         | País                     |
| ------- | ---- | ---------------------------- | ------------------------ |
| I       | 1990 | Durango                      | Estados Unidos           |
| II      | 1991 | Barga                        | Italia                   |
| III     | 1992 | Bromont                      | Canadá                   |
| IV      | 1993 | Métabief                     | Francia                  |
| V       | 1994 | Vail                         | Estados Unidos           |
| VI      | 1995 | Kirchzarten                  | Austria                  |
| VII     | 1996 | Cairns                       | Australia                |
| VIII    | 1997 | Château-d'Œx                 | Suiza                    |
| IX      | 1998 | Mont-Sainte-Anne             | Canadá                   |
| X       | 1999 | Åre                          | Suecia                   |
| XI      | 2000 | Sierra Nevada                | España                   |
| XII     | 2001 | Vail                         | Estados Unidos           |
| XIII    | 2002 | Kaprun                       | Austria                  |
| XIV     | 2003 | Lugano                       | Suiza                    |
| XV      | 2004 | Les Gets                     | Francia                  |
| XVI     | 2005 | Livigno                      | Italia                   |
| XVII    | 2006 | Rotorua                      | Nueva Zelanda            |
| XVIII   | 2007 | Fort William                 | Reino Unido              |
| XIX     | 2008 | Val di Sole                  | Italia                   |
| XX      | 2009 | Camberra                     | Australia                |
| XXI     | 2010 | Mont-Sainte-Anne             | Canadá                   |
| XXII    | 2011 | Champéry                     | Francia                  |
| XXIII   | 2012 | Leogang / Saalfelden         | Austria                  |
| XXIV    | 2013 | Pietermaritzburg             | Sudáfrica                |
| XXV     | 2014 | Hafjell / Lillehammer        | Noruega                  |
| XXVI    | 2015 | Vallnord                     | Andorra                  |
| XXVII   | 2016 | Nové Město Val di Sole       | República Checa · Italia |
| XXVIII  | 2017 | Cairns Val di Sole           | Australia · Italia       |
| XXIX    | 2018 | Lenzerheide Val di Sole      | Suiza · Italia           |
| XXX     | 2019 | Mont-Sainte-Anne Val di Sole | Canadá · Italia          |
| XXXI    | 2020 | Leogang                      | Austria                  |
| XXXII   | 2021 | Val di Sole                  | Italia                   |
| XXXIII  | 2022 | Les Gets                     | Francia                  |
| XXXIV   | 2023 | Glasgow                      | Reino Unido              |
| XXXV    | 2024 | Pal Arinsal                  | Andorra                  |
| XXXVI   | 2025 | Valais                       | Suiza                    |
| XXXVII  | 2026 | Val di Sole                  | Italia                   |
| XXXVIII | 2027 | Alta Saboya                  | Francia                  |
| XXXIX   | 2028 | Leogang                      | Austria                  |

1. ↑  Las competiciones de campo a través se realizaron en Nové Město, el resto de competiciones en Val di Sole.
2. 1 2 3  Las competiciones de campo a través para cuatro se realizaron en Val di Sole.

## Medallero histórico
- Actualizado a Pal Arinsal 2024 (incluye las medallas de las competiciones de trials realizadas entre 2000 y 2016 y de campo a través con bicicleta eléctrica realizado a partir de 2019).

| Núm. | País            | Oro | Plata | Bronce | Total |
| ---- | --------------- | --- | ----- | ------ | ----- |
| 1    | Francia         | 80  | 71    | 57     | 208   |
| 2    | Suiza           | 44  | 39    | 28     | 111   |
| 3    | España          | 26  | 16    | 21     | 63    |
| 4    | Estados Unidos  | 24  | 20    | 36     | 80    |
| 5    | Reino Unido     | 19  | 25    | 14     | 58    |
| 6    | Canadá          | 12  | 11    | 12     | 35    |
| 7    | Australia       | 11  | 11    | 17     | 39    |
| 8    | República Checa | 10  | 10    | 10     | 30    |
| 9    | Italia          | 8   | 8     | 18     | 34    |
| 10   | Bélgica         | 6   | 4     | 12     | 22    |
| 11   | Sudáfrica       | 6   | 4     | 5      | 15    |
| 12   | Alemania        | 5   | 20    | 13     | 38    |
| 13   | Dinamarca       | 5   | 4     | 5      | 14    |
| 14   | Austria         | 5   | 4     | 4      | 13    |
| 15   | Países Bajos    | 4   | 7     | 10     | 21    |
| 16   | Noruega         | 4   | 5     | 1      | 10    |
| 17   | Polonia         | 3   | 8     | 4      | 15    |
| 18   | Suecia          | 3   | 2     | 3      | 8     |
| 19   | Nueva Zelanda   | 3   | 2     | 1      | 6     |
| 20   | Rusia           | 2   | 4     | 2      | 8     |
| 21   | Eslovaquia      | 2   | 2     | 3      | 7     |
| 22   | Eslovenia       | 1   | 1     | 1      | 3     |
| 23   | Finlandia       | 0   | 2     | 1      | 3     |
| 24   | Chile           | 0   | 1     | 1      | 2     |
| 25   | Brasil          | 0   | 1     | 0      | 1     |
| 25   | Japón           | 0   | 1     | 0      | 1     |
| 27   | Argentina       | 0   | 0     | 1      | 1     |
| 27   | Bolivia         | 0   | 0     | 1      | 1     |
| 27   | China           | 0   | 0     | 1      | 1     |
| 27   | Ucrania         | 0   | 0     | 1      | 1     |
|      | TOTAL           | 283 | 283   | 283    | 849   |